# Chari-Baguirmi
Chari-Baguirmi (em árabe: شاري باقرمي; Shārī Bāqirmī) é uma das 23 províncias do Chade, sendo Massenya a sua capital. A região foi o coração histórico do Sultanato de Bagirmi, que governou grande parte da área a partir de sua capital em Massenya entre o final do século XV e o final do século XIX. 

## Demografia
O recenseamento do Chade de 2009 indicou uma população de 621 785 habitantes para Chari-Baguirmi. Os grupos étnico-linguísticos principais são comunidades árabe chadianos e os povos bagirmis, fulas, gadangs, canúris, kwangs, lagwans, majeras, mbaras, msers, ndams e saruas.